# Еміліано Гонсалес Наверо
Еміліано Гонсалес Наверо (ісп. Emiliano González Navero; 16 липня 1861, Караґуатай — 18 жовтня 1934, ПАСШ) — парагвайський політик, тричі президент Парагваю і двічі віце-президент Парагваю.

## Ранні роки
Еміліано Гонсалес народився у 1861 році і у ранньому дитинстві пережив найважчу поразку Парагваю у Війні проти Потрійного Альянсу.
Закінчив початкову школу в рідному Караґуатаї, а відтак і Національний коледж у Асунсьйоні. Закінчив юридичний факультет Національного університету Асунсьйона. 1887 Гонсалес став практикуючим юристом, а відтак працював на посаді судді у період правління Хуана Антоніо Ескурри.

## Президент Парагваю
Гонсалес тричі був Президентом Парагваю, а також віце-президентом за правління Беніньйо Феррейра (1906-1908) і Хосе Патрісіо Гуджіарі (1928-1932).
Дон Еміліано надлежав до «радикальної» фракції Ліберальної партії Парагваю.
28 листопада 1890 став Головою Верховного Суду.
У лютому 1895 Гонсалес приєднався до фракції Беніньйо Феррейри.
19 грудня 1904 увійшов до уряду Хуана Баутісти Гаони у якості міністра фінансів і зберіг цей пост в уряді Сесиліо Баеса.
28 квітня 1906 Феррейра, що змінив Баеса, запросив Гонсалеса у свій уряд.
2 липня 1908 року Беніньйо Феррейра був звергнутий у результаті перевороту, і Гонсалес Наверо очолив тимчасове головування 5 липня того ж року.
Після того, як конституційний період діяльності тимчасової адміністрації сплив, він передав владу Мануелю Ґондра 25 листопада 1910.
Однак менше ніж за два місяця Гондра подав у відставку, і почався період анархії.
22 березня 1912 Гонсалес знову очолив тимчасове головування, але 15 серпня 1912 передав владу обраному президенту Едуардо Шереру.
Пізніше Гонсалес вдруге зайняв пост віце-президента при Хосе Патрісіо Гуджіарі (1928-1932), і у цьому статусі виконував обов'язки голови країни з 26 жовтня 1931 по 28 січня 1932, у період, коли Гуджіарі тимчасово йшов у відставку, щоби пройти процедуру імпічменту після сумних подій 23 жовтня 1932.
До досягнень періодів правління Гонсалеса можна віднести відкриття військово-морського інженерного училища, амністії за політичні злочини, надання стипендій молодим художникам, реалізацію вільного і обов'язкової початкової освіти, модернізацію залізниці у Консепсьйон і утворення кількох муніципалітетів по всій країні. Був відкритий Банк Hipotecario, багато вулиць столиці були викладені бруківкою. Вперше міста Вільяррика, Пілар, Енкарнасьйон і Консепсьйон отримали власних мерів; на вулиці Пальма був збудований новий центральний ринок, а також відкритий Музей витончених мистецтв. З іншого боку, його правління було позначене суворими політичними репресіями і закриттям газет.
Гонсалес був одружений з Аделі Ліма, що померла 7 вересня 1928. Після цього Еміліано пішов із політики і помер у себе вдома у Сполучених Штатах, 18 жовтня 1934.